# Burgheimer Kirche

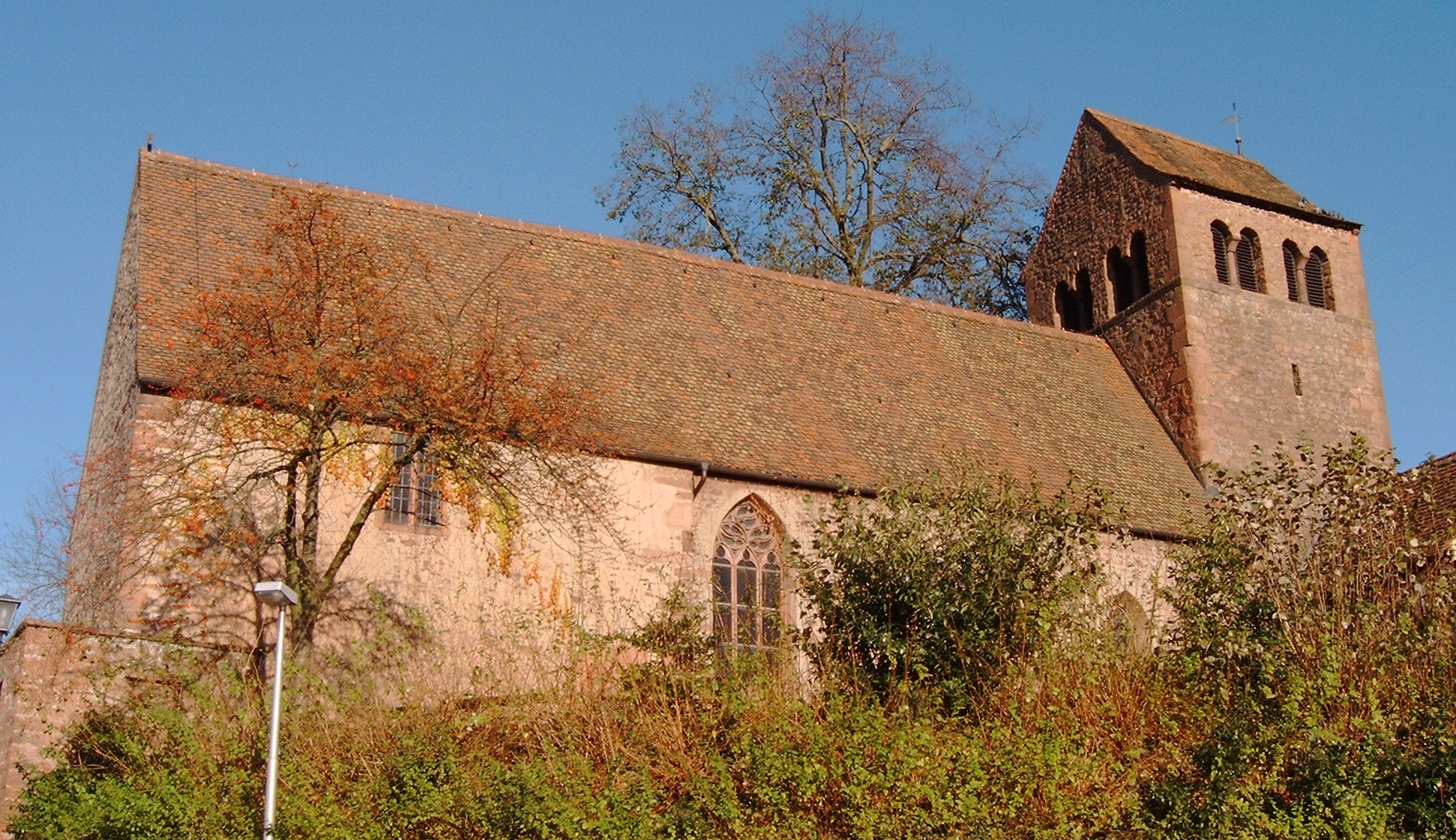
Burgheimer Kirche bei Lahr

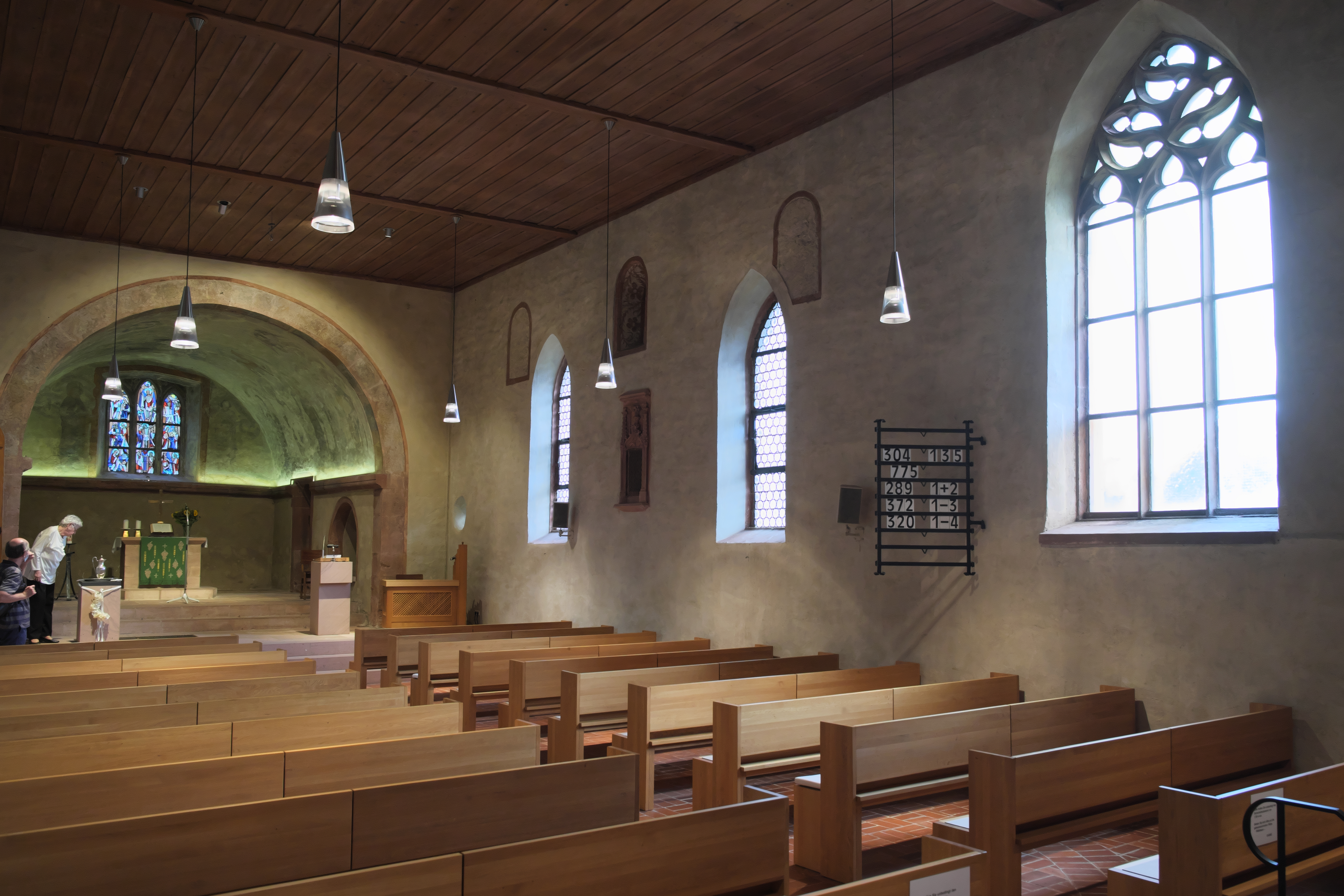
Innenansicht

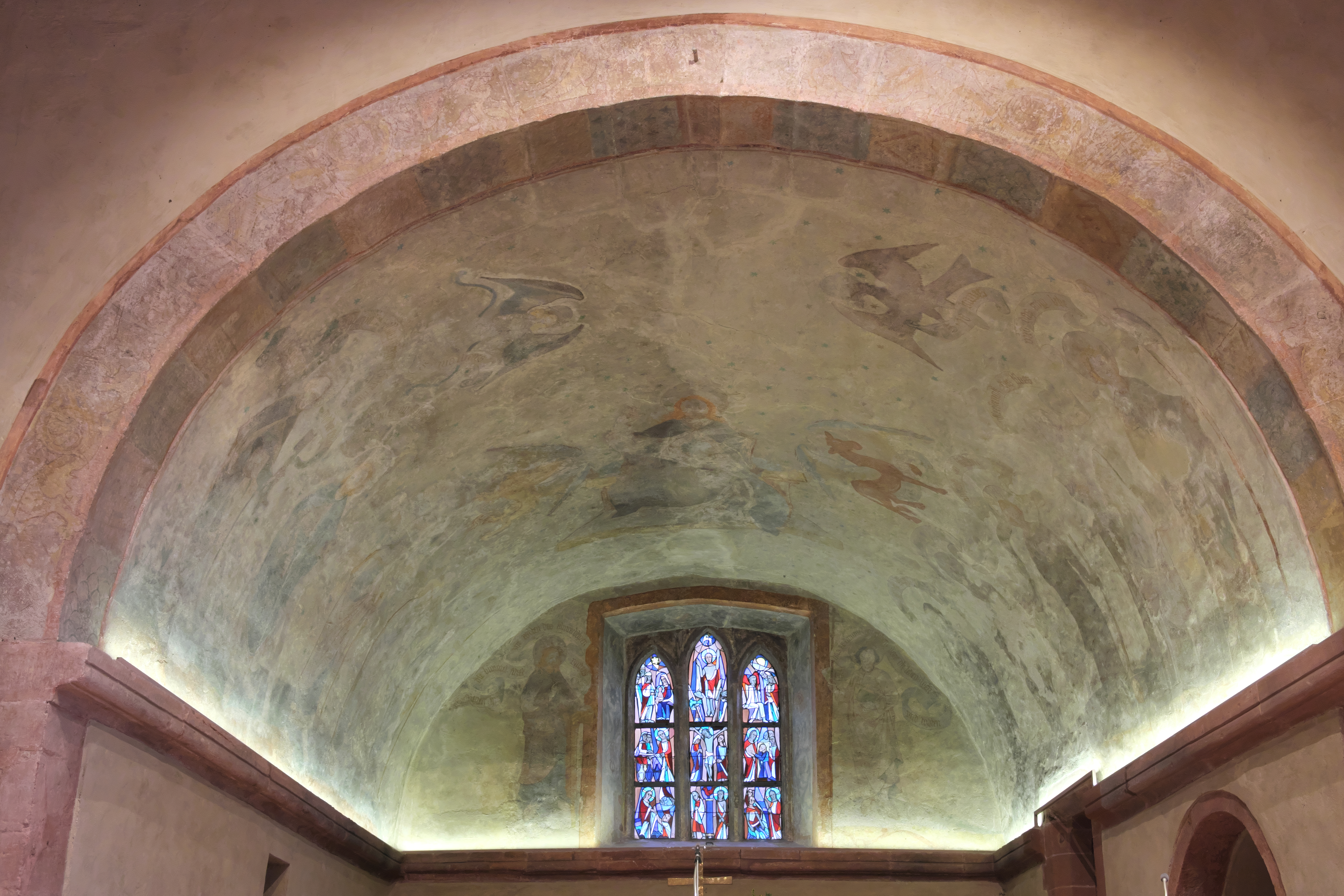
Tonnengewölbe im Chor

Die evangelische Burgheimer Kirche (früher auch St. Peter) in Burgheim, einem Stadtteil von Lahr im Schwarzwald, ist eine der ältesten Kirchen rechts des Rheins. Der heutige Kirchenbau mit Chorturm stammt größtenteils aus dem 12. Jahrhundert, geht aber auf eine Kirchengründung des frühen 7. Jahrhunderts zurück. Bis ins späte 15. Jahrhundert war die Burgheimer Kirche die Stadtkirche von Lahr, obwohl sie weit außerhalb der Stadtmauern lag. Danach verlor sie diese Stellung an die näher an der Stadt gelegene Stiftskirche.

## Geschichte
Bereits die Römer hatten hier wahrscheinlich einen Gutshof (Villa rustica) errichtet, was zahlreiche Funde, unter anderen der bei Ausgrabungen gefundene Sockel eines römischen Brunnens, belegen.

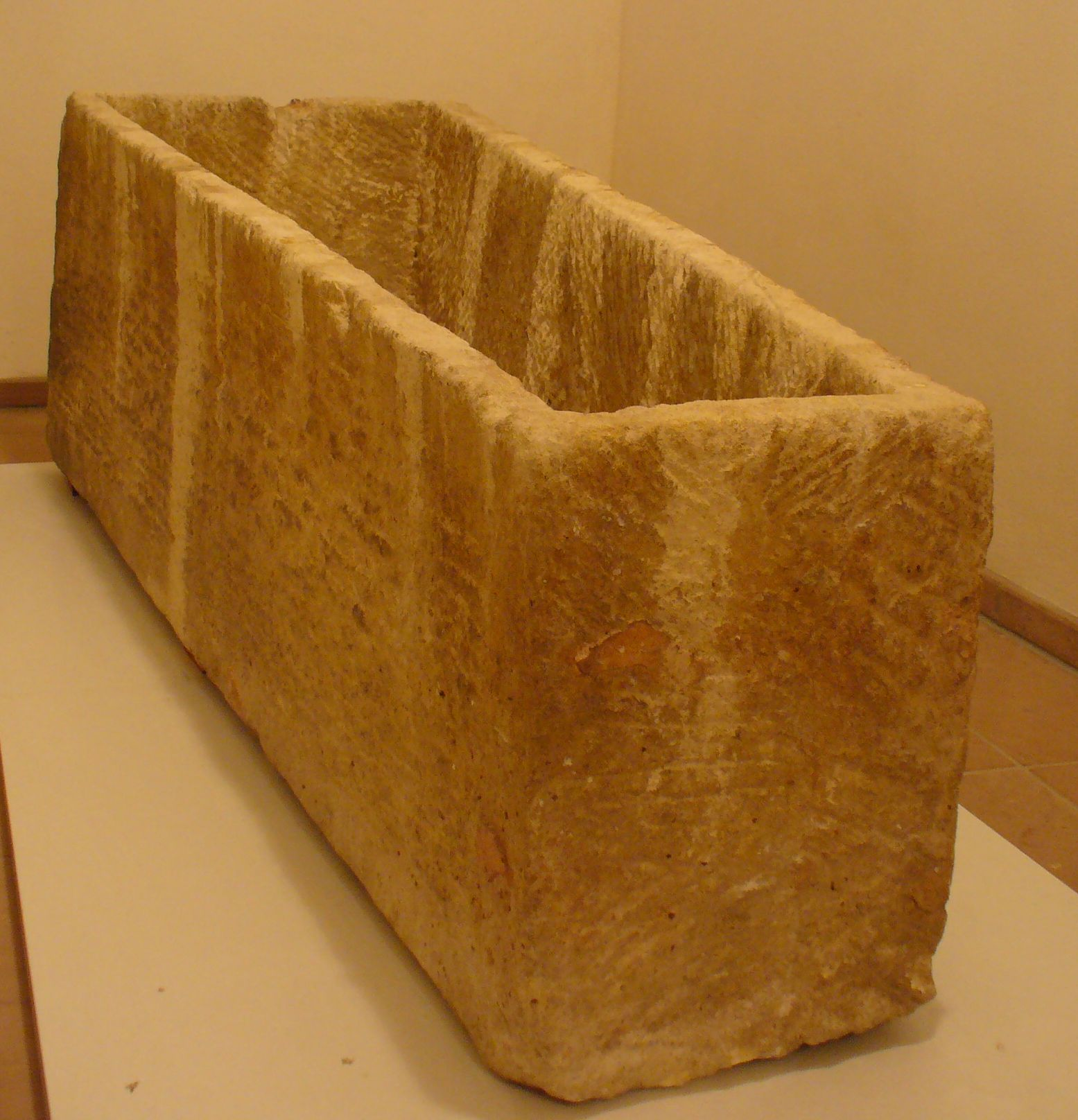
Merowingischer Sarkophag aus dem 7. Jahrhundert, Museum Villa Jamm, Lahr, im Rahmen einer Sonderausstellung 2006

Später siedelten hier die Alamannen, die einen Adelshof errichteten, dessen Herr sich dem christlichen Glauben zugewendet hat. Aus dieser Zeit stammen einige der vorgefundenen alemannischen Kastengräber, deren Ausrichtung deutlich von der Kirchenachse abweicht. Das daraus zu erschließende alemannisches Reihengräberfeld muss bereits vor dem Kirchenbau bestanden haben. Eines dieser Kastengräber trägt auf der Innenseite (!) ein eingeritztes Kreuz, ein Hinweis auf ein beginnendes Christentum.
Aus dem alemannischen Adelshof entwickelte sich nach der fränkischen Eroberung ein Königshof. Zu dieser Zeit wurde vermutlich die erste Kirche an dieser Stelle errichtet. Archäologische Spuren deuten auf einen ersten Vorgängerbau der Kirche aus dem frühen 7. Jahrhundert hin. Aus der Gründung des nahegelegenen Klosters Schuttern im Jahre 603 wird von einigen Forschern abgeleitet, dass in der Gegend bereits eine Eigenkirche eines christlichen Herrschers bestand, die an der Stelle der heutigen Kirche gestanden haben könnte. Es handelte sich um eine der ersten Steinkirchen am Oberrhein.
Die weitgehende Zerstörung dieser ersten Kirche und die ausgeraubten Grabstellen weisen auf den Einfall der Ungarn im Jahre 938 hin. Erst 100 Jahre später konnte wieder eine neue Kirche auf den alten Grundmauern errichtet werden.
Eine Weihe der Kirche erfolgte am 25. Juli 1035 durch den Straßburger Bischof Wilhelm I. (Amtszeit 1028–1047). In der Weiheurkunde findet sich die erste schriftliche Erwähnung der Kirche. Als Kirchenpatron wurde der heilige Petrus eingesetzt, d. h. die Kirche wurde zunächst der Gottesmutter Maria (Patronin des Bistums Straßburg) und dann St. Peter geweiht.
Durch den Krieg der Zähringer gegen das Bistum Straßburg wurde diese Kirche ein weiteres Mal zerstört, der Neuaufbau erfolgte um das Jahr 1120.
Im Jahre 1455 wurde die Kirche wesentlich erweitert und ausgebaut, doch bereits im Jahre 1492 verlor die Burgheimer Kirche ihre Stellung als Pfarrkirche und wurde zur Filialkirche. Der Taufstein wurde abgebaut und in die Lahrer Stiftskirche verbracht.
Die Kirche verlor im Laufe der Jahre an Bedeutung. Ein Teil der Kirche wurde durch eine Backsteinmauer abgetrennt und als Lagerraum genutzt. Im Jahre 1840 wurde bereits ihr Abriss erwogen. Es ist der Initiative des Lehrers Wilhelm Hockenjos zu verdanken, dass die Kirche gerettet wurde. Durch die Leistungen einer Bürgerinitiative wurde die Kirche renoviert und im Jahre 1844 konnte wieder ein regelmäßiger evangelischer Gottesdienst im Ostteil der Kirche durchgeführt werden.
Bei der Renovierung Mitte des 19. Jahrhunderts wurden jedoch große Teile der mittelalterlichen Ausmalung zerstört und der Konservator der Badischen Landeskirche konnte bei einer Visitation im Jahre 1905 feststellen: „… und aus ihm einen kalten, neugetünchten, öden und nichtssagenden Raum geschaffen, der vielleicht unter seinem Putz noch Interessantes birgt.“
Im Jahre 1953 erfolgte, unter Leitung von Winfried Knausenberger, eine Grabungskampagne, die von Arnold Tschira fortgesetzt wurde. Im Inneren der Kirche wurden bei diesen Grabungen zahlreiche Gräber sowie der Altar der Urkirche entdeckt. Dieser Altar ist einer der ältesten bekannten Altäre überhaupt. Die Grablegen stammen überwiegend aus der Zeit der Merowinger, vier davon waren Gräber der Kirchengründer. Es wurden auch römische Spolien entdeckt, die als Bauteile der Plattengräber verwendet worden waren. An der Außenseite der Kirche sind zahlreiche Grabsteine aufgestellt, die im Inneren der Kirche entdeckt wurden.
Im Zuge der Renovierung 1953 nach den Ausgrabungen wurde auch der abgetrennte westliche Teil wieder der kirchlichen Nutzung zugeführt.

## Bauphasen
An dem Kirchenbau lassen sich mehrere Bauphasen ausmachen, wobei sich die ältesten Steinfundamente um das Jahr 600 datieren lassen. Des Weiteren wurden Plattengräber und Sarkophage, die noch älter sind, sowie die Reste eines bis ca. 160 n. Chr. genutzten römischen Brunnens gefunden. Eine vorherige hölzerne Kirche ist möglich, aber nicht nachgewiesen, jedoch weist der Brunnen auf eine römische Villa Rustica oder auch Station, ähnlich der im nahe gelegenen Friesenheim gelegenen hin. Die an der Kirche vorbeiführende östlichere Heerstraße legt diesen Gedanken nahe, dann könnte an gleicher Stelle bereits zur Römerzeit ein Tempel gestanden haben.

### Um 600 bis 1035

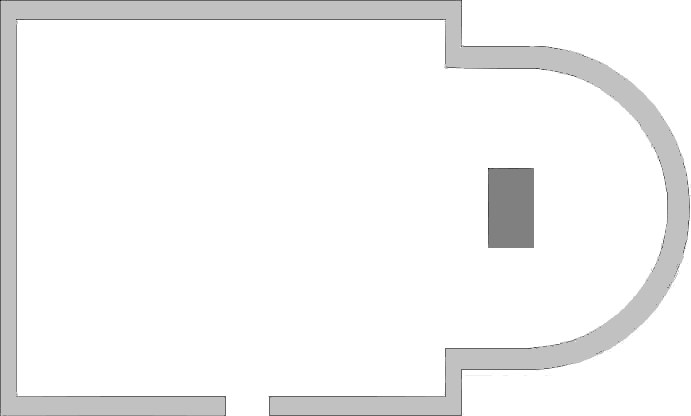
Urkirche

Bei den Grabungen in der Kirche wurden die Fundamente sowie ein Altar einer einschiffigen Kirche mit Rundapsis aus dem 7. Jahrhundert gefunden. Der Bau wurde durch die Ungarneinfälle im Jahre 938 zerstört und danach notdürftig wiederhergestellt. Auf diese Kirche weist auch eine Passage in der Stiftungsurkunde hin, in der mit den Worten ab antquis paribus auf die seit alters her bestehende Pfründe zum Betrieb des Gotteshauses verwiesen wird.

### 1035 bis 1120

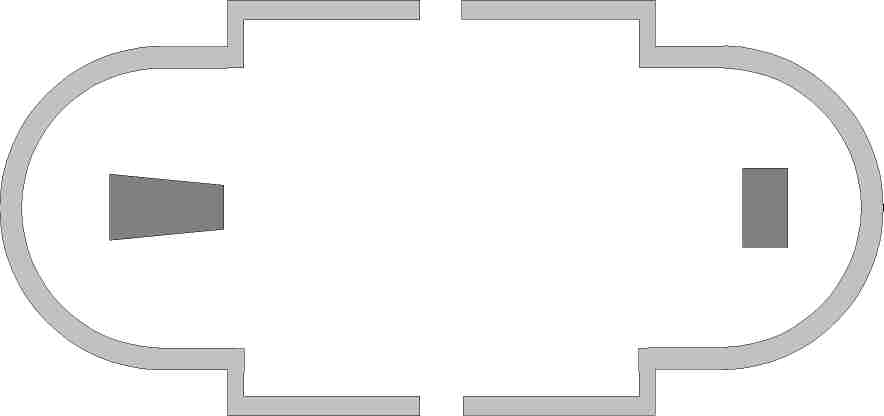
Burgheimer Kirche zweite Bauphase

Auf den Grundmauern der Vorgängerkirche wurde ein erweiterter romanischer Kirchenbau mit einer Ost- und einer Westapsis errichtet. Auf diesen Bau bezieht sich die Weiheurkunde aus dem Jahr 1035. Das Portal befand sich in der Südmauer des Baus, ein Fragment des Türsturzes (ein mit dem Adlersymbol des Evangelisten Johannes verzierter Stein) ist verschollen, es existiert aber noch eine Photographie. Diese Kirche wurde in den Kämpfen der Herren von Zähringen gegen die Straßburger Bischöfe (wahrscheinlich im Jahr 1078) zerstört.

### 1120 bis 1455
Nach dem Jahr 1100 wurde auf den Grundmauern des Vorgängerbaues wiederum eine Kirche im romanischen Stil errichtet. Anstelle der Rundapsis im Osten wurde ein rechteckiger Chor angefügt, die Westapsis entfiel ganz zu Gunsten eines größeren Kirchenschiffs. Der Bau wurde bis Mitte des 12. Jahrhunderts um den oberen Teil des Turms ergänzt. In einem Kämpfer der Turmarkade ist eine Inschrift eingemeißelt, die auf die Weihe der Kirche durch Bischof Wilhelm von Straßburg im Jahre 1035 verweist.

### 1455 bis heute
Im Jahre 1455 wurde die Kirche nach Westen hin wesentlich erweitert, wofür die ursprüngliche Westwand eingerissen wurde. Das Portal wurde in die neue Westwand verlegt. Der Umbau erfolgte im gotischen Stil, hierbei wurden die romanischen Fenster vermauert und gotische Maßwerkfenster in die Nord- und Südseite der Kirche eingesetzt. Der Chor erhielt im Süden ein dreiteiliges Fenster. Des Weiteren erfolgten Ausmalungen in Frescotechnik.

## Weiheurkunde

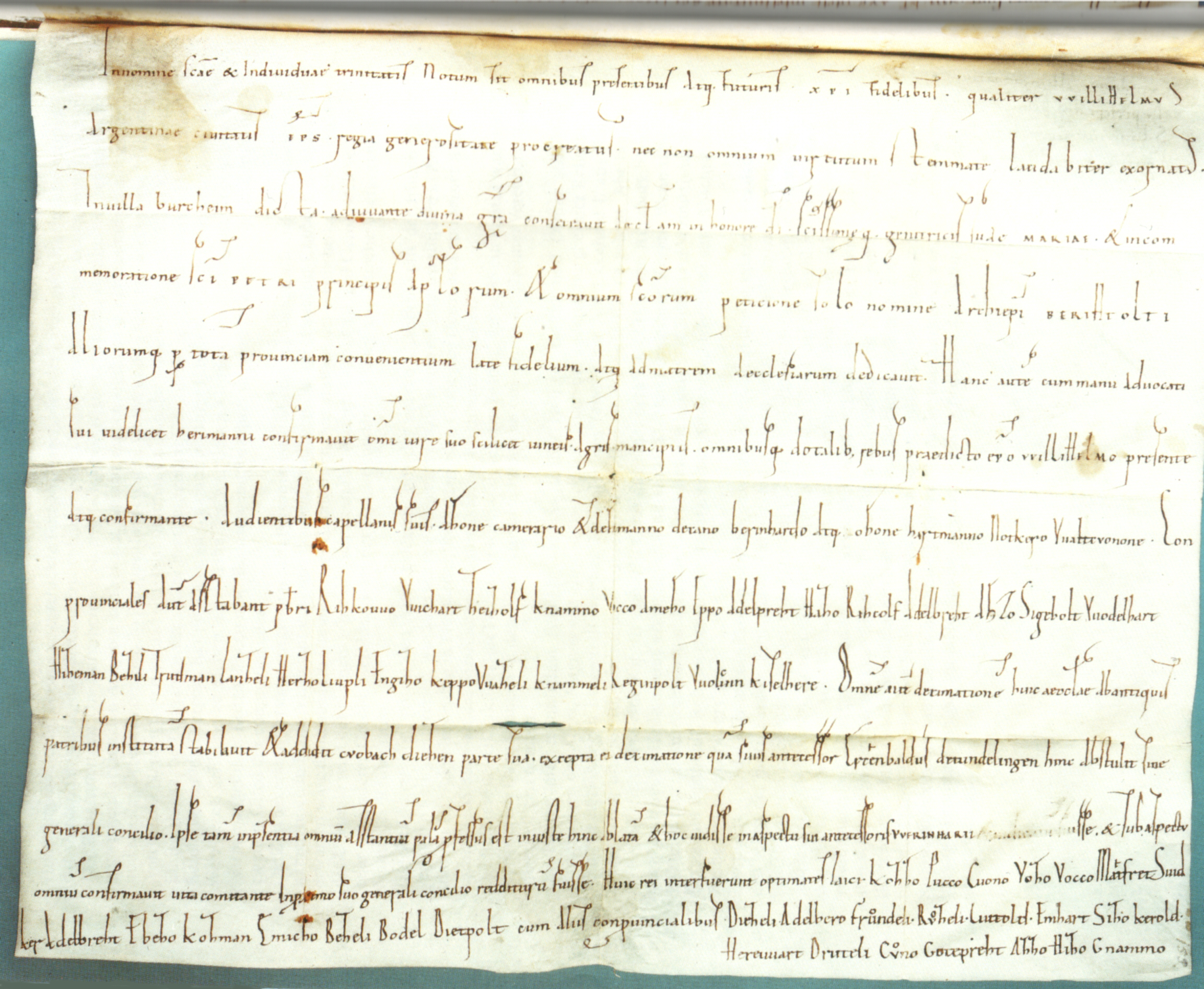
Abschrift der Weiheurkunde (vermutlich aus dem 11. Jahrhundert)

Die Weiheurkunde wird in der Stiftsbibliothek St. Gallen aufbewahrt. Bei der als Seite 155/156 in den Sammelband Codex 1394 eingehefteten Weiheurkunde handelt es sich um eine Abschrift, vermutlich aus dem 11. Jahrhundert. Das Pergament war ursprünglich viermal gefaltet und hat eine Größe von 36 × 28,5 cm; der in lateinischer Sprache gehaltene Text setzt sich auf der Rückseite fort.
In dem Text werden die Weihe der Kirche bezeugt und die Zeugen des Weiheaktes und mitwirkende Priester namentlich angeführt. Der der Kirche von alters her zugehörige Zehnt wird bestätigt. Außerdem wird der Zehnt von zwei weiteren Orten hinzugefügt. Noch offene Rechtsakte werden angesprochen und die weltlichen Großen namentlich als Zeugen angeführt. Anschließend wird das Datum der Weihe, 25. Juli 1035, nach verschiedenen Zählsystemen genannt. Als Tag der Weihe wurde also das Fest des Apostels St. Jakobus, der zugleich der Tag des St. Christopherus war, gewählt. Abschließend werden die in den Altar verbrachten Reliquien im Einzelnen aufgeführt.
Auffallend ist die Erwähnung Erzbischofs Berthold von Besançon in der Urkunde, der als der alleinige Erzbischof tituliert wird: „… et omnium sanctorum peticione solo nomine archiepiscopi Berihtolti …“ (… auf Bitte des alleinigen Erzbischofs Beritolt …). Dieser Erzbischof wurde von Kaiser Heinrich II. in Besançon eingesetzt, jedoch vom dortigen Kapitel nicht anerkannt. Er konnte sich nicht durchsetzen und wurde aus Besançon vertrieben. Diese herausgehobene Erwähnung in der Weiheurkunde lässt aber eine Stifterschaft vermuten.

## Fresken
Im 15. Jahrhundert wurde die Kirche in Freskotechnik reichhaltig ausgemalt. Von den Wandmalereien sind heute noch Teile im Chor und dem westlichen Teil des Hauptraums erhalten, im zentralen Teil des Hauptraums wurden sie um die Mitte des 18. Jahrhunderts abgeschlagen. Die Wandmalereien haben im Laufe der Jahrhunderte stark gelitten und sind zum großen Teil stark ausgeblichen.
Das Tonnengewölbe des Chors zeigt den thronenden Christus, umgeben von den Symbolen der vier Evangelisten, darunter (am Ansatz) sind auf der Nord-, Süd- und der Rückseite die zwölf Apostel abgebildet. Die erhaltenen Bilder im westlichen Teil des Hauptschiffs stellen im Wesentlichen biblische Szenen und Szenen aus Heiligengeschichten dar. Die inneren Laibungen der zugesetzten romanischen Fenster sind mit gotischen Ranken- und Blumenmustern ausgeschmückt.

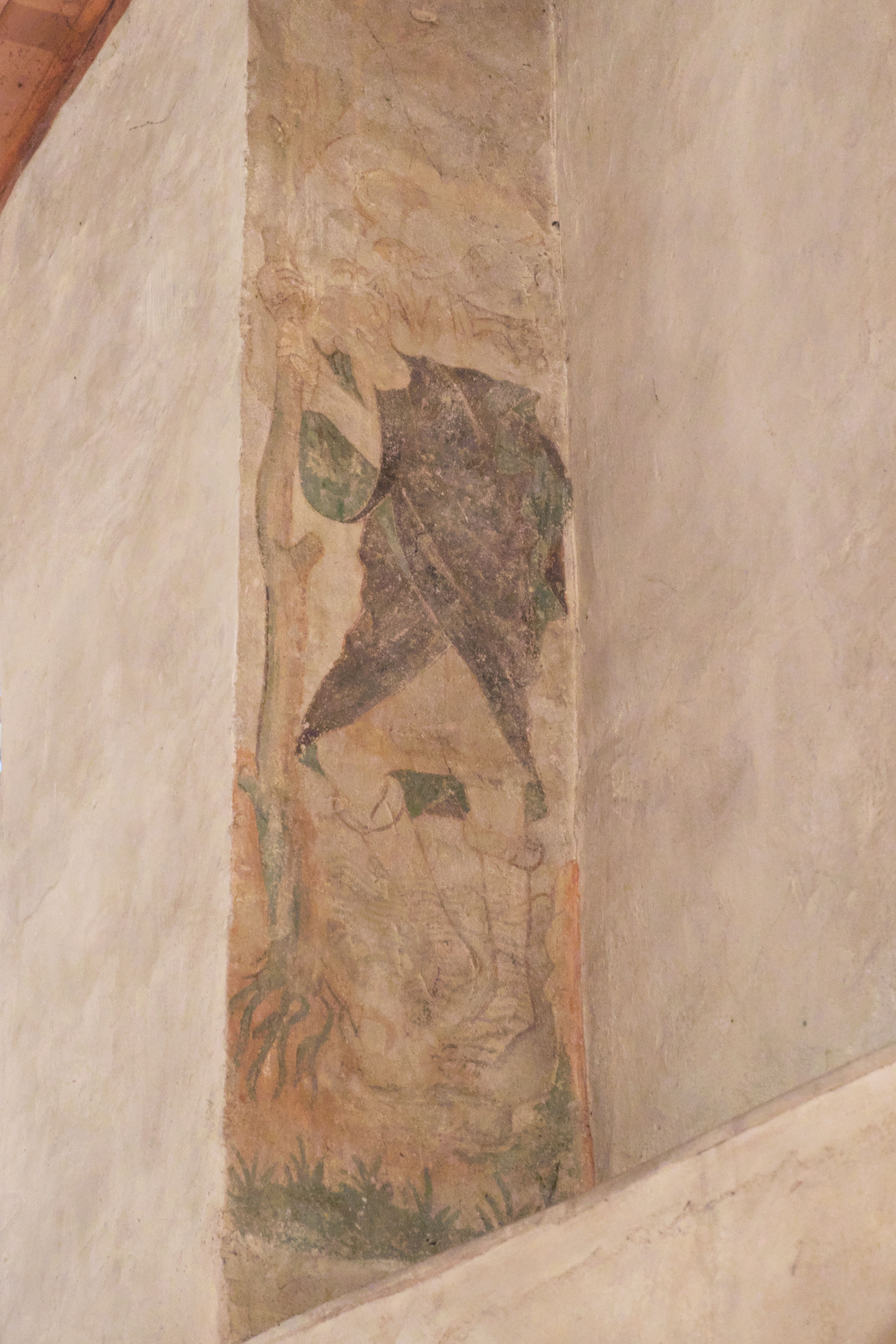
Heiliger Christophorus
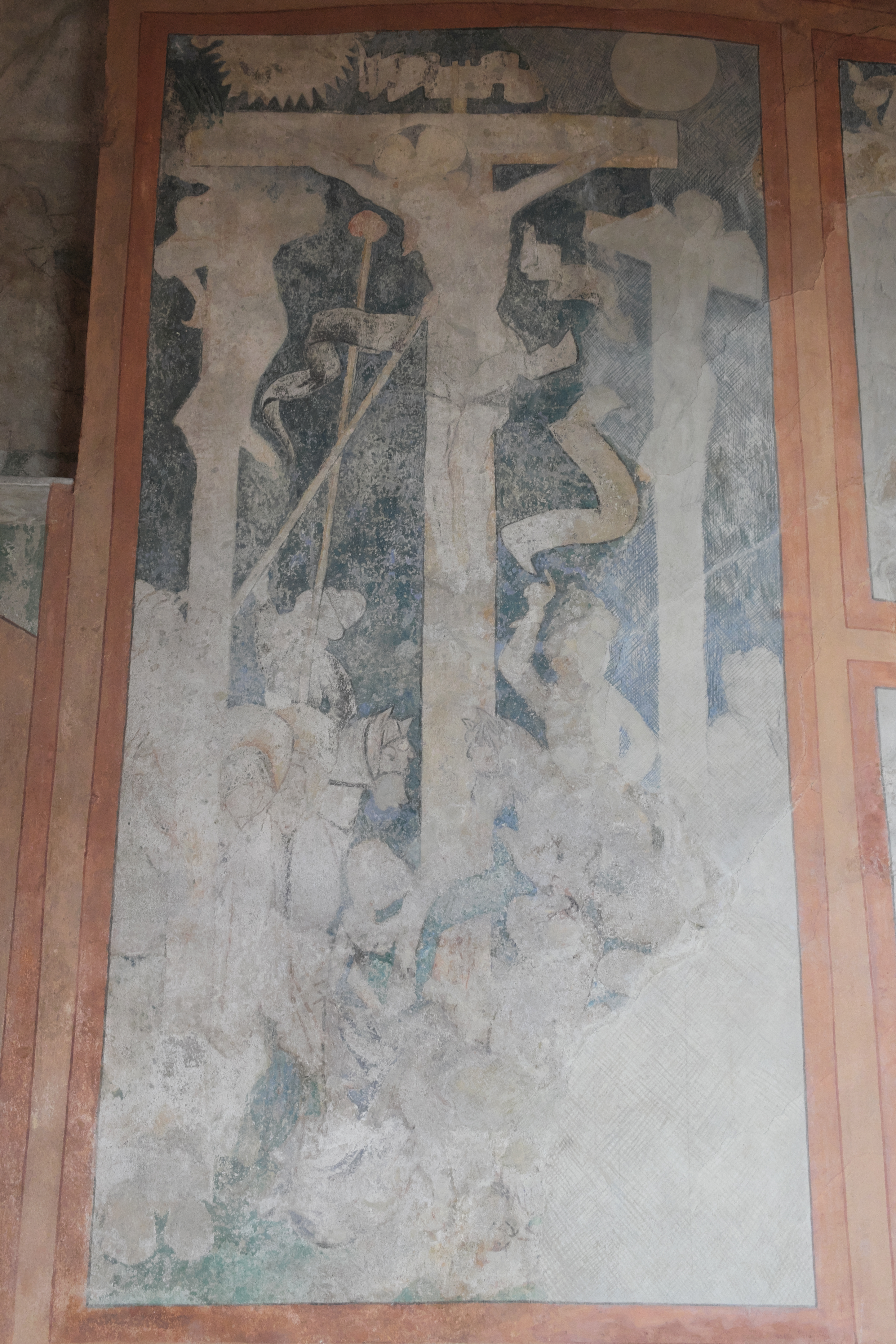
Kreuzigungsgruppe
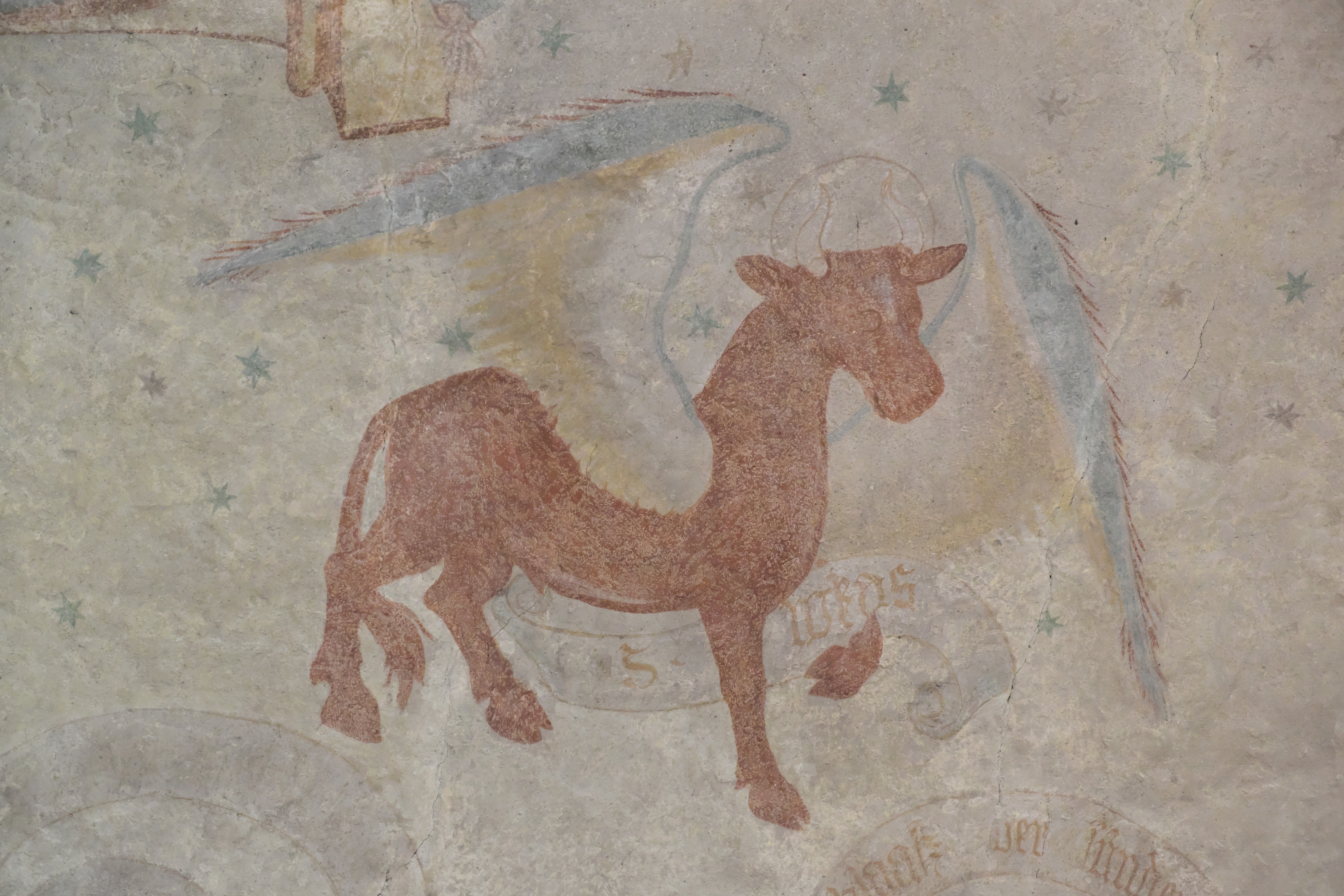
Stier, Symbol des Evangelisten Lukas
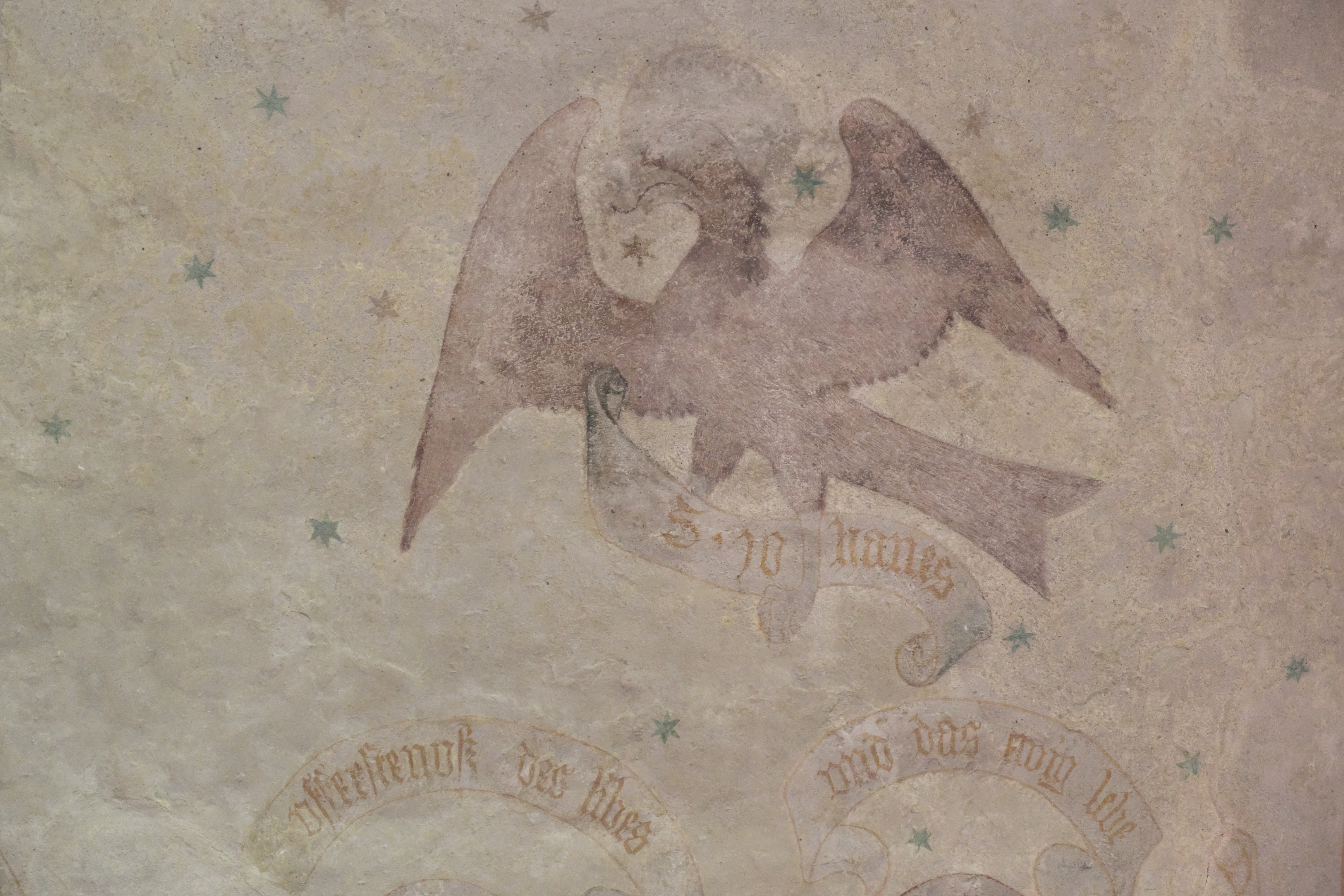
Adler, Symbol des Evangelisten Johannes
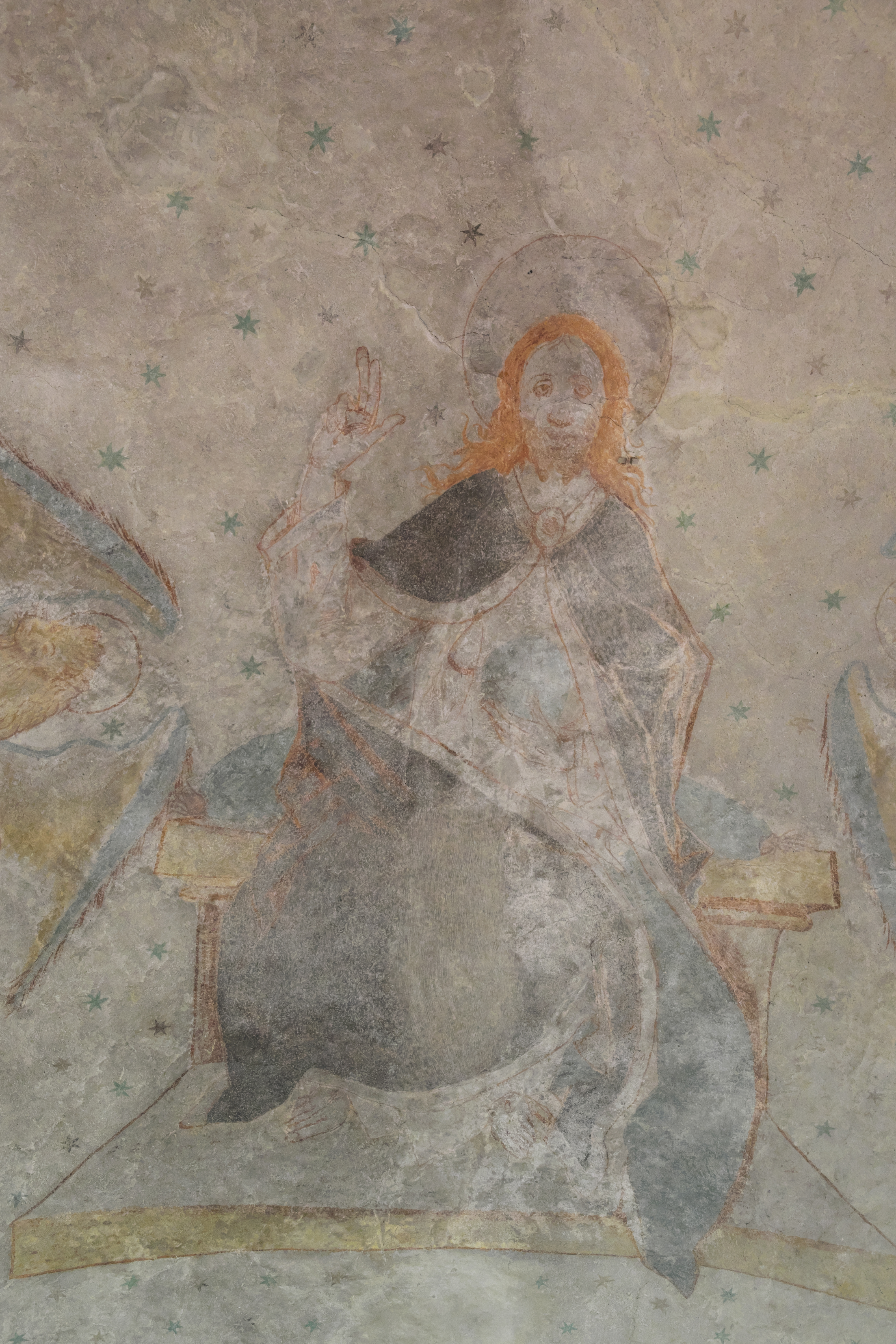
Thronender Christus

## Gräber
Nach den Ausgrabungen im Jahr 1953 erfolgte 1955 unter der Leitung von Winfried Knausenberger eine Plangrabung, bei der im Kircheninneren und auf den Seiten insgesamt 25 Gräber aus der Merowingerzeit entdeckt wurden. 11 der Gräber befinden sich im Kircheninneren, die restlichen 25 Gräber liegen auf der Nord- und der Südseite des Kirchenbaus. Die überwiegende Ausrichtung der Gräber ist gleich der Kirchenachse, einige weichen jedoch deutlich davon ab, scheinen also älter als der älteste Kirchenbau zu sein.
Die Gräber waren an den Seiten von behauenen Steinplatten eingefasst, je zwei Platten an den Längsseiten sowie je eine an Kopf und Fußende. Zwei der Gräber zeichnen sich unter den Grabstätten durch ihre sorgfältigere Fertigung und die Verwendung römischer Spolien aus. Fast alle Gräber wurden durch mittelalterliche Bestattungen oder Grabraub zerstört, in einigen fanden sich jedoch noch Reste von Grabbeigaben.

### Grab Nr. 10, 19 und 1

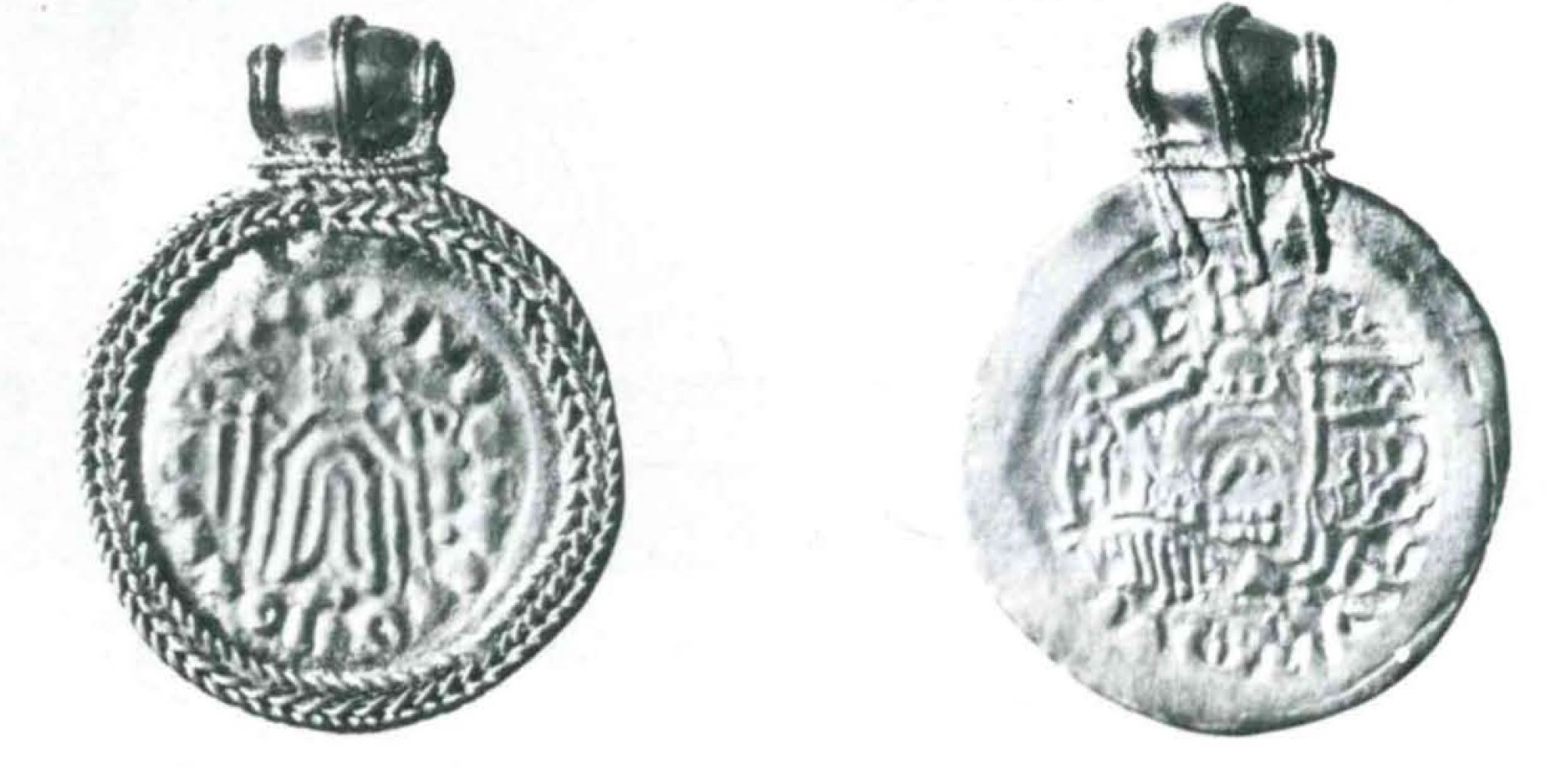
Bild 1 Lahr-Burgheim, St. Peter. Grab 10. Langobardische Goldmünze aus Italien, als Anhänger gefasst

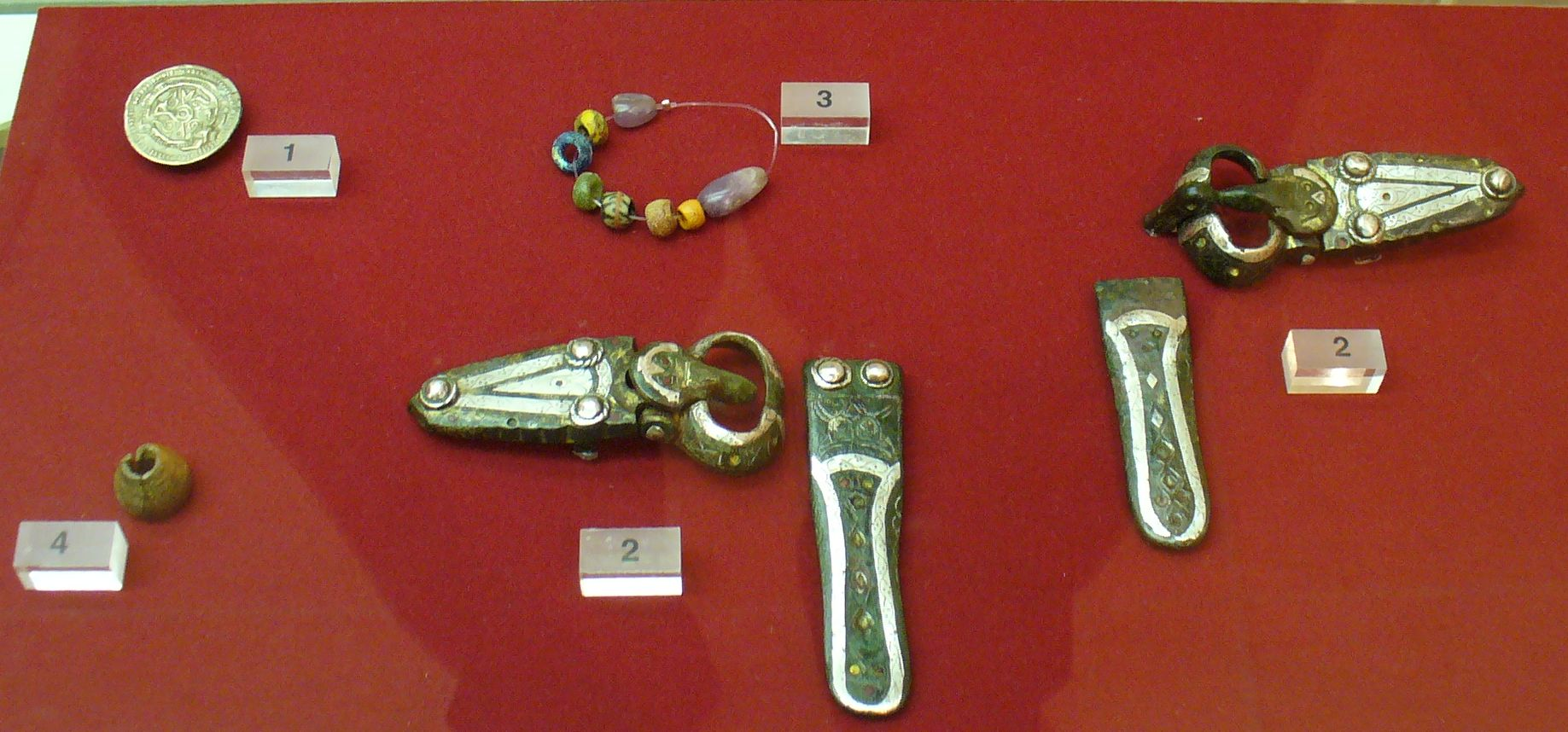
Bild 2 Grabfunde, Museum Villa Jamm, Lahr, im Rahmen einer Sonderausstellung 2006

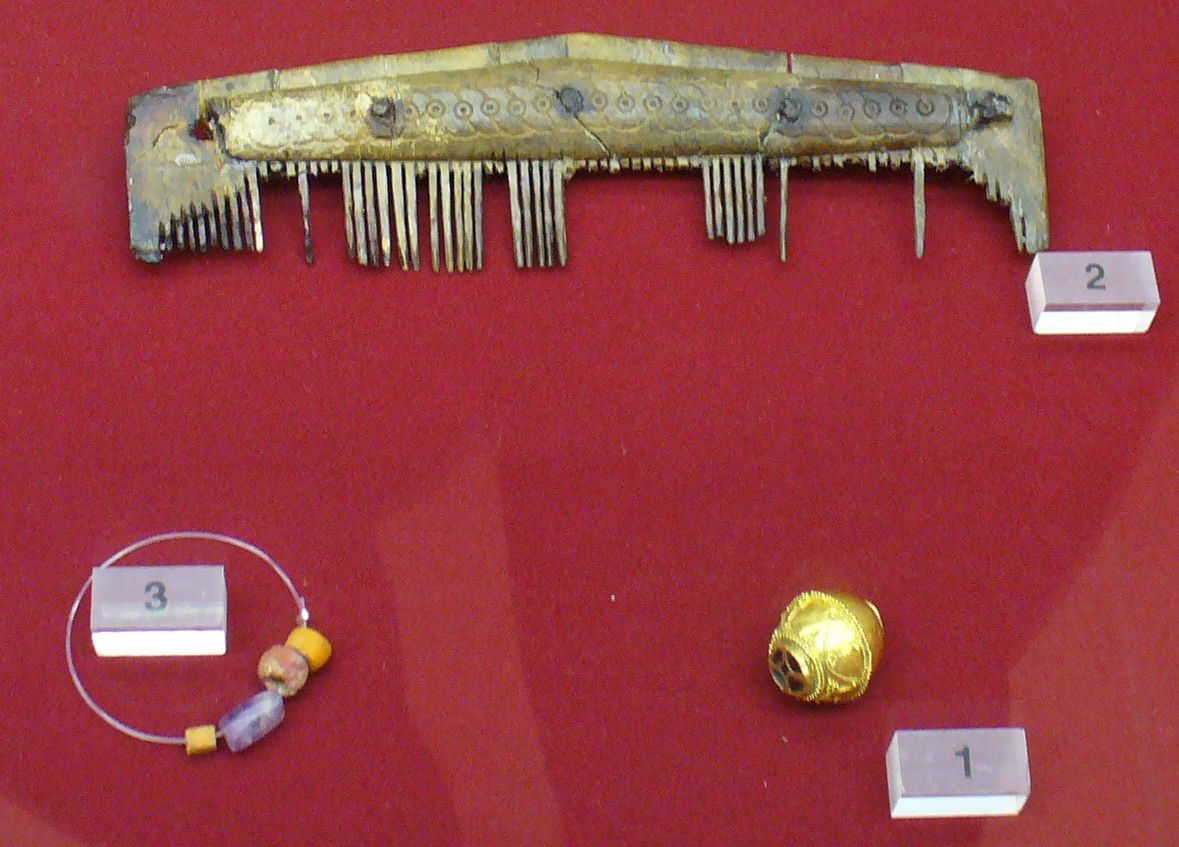
Bild 3 Grabfunde, Museum Villa Jamm, Lahr

Besonders gut war ein Frauengrab einer italienischen Adeligen an der Mauer der ersten Kirche erhalten, das im Grabungsplan als Grab Nr. 10 geführt wird. In diesem Grab war ein Kind über die Tote gebettet, deren Grabbeigaben somit dem Grabraub entgingen. Dieses Grab kann als ungestört bezeichnet werden. Es war sehr sorgfältig unter Verwendung römischer Spolien errichtet worden, die Steinplatten sind auf der Innenseite sorgfältig verfugt und der Boden mit Platten aus einer römischen Heizungsanlage bedeckt. In dem Grab fanden sich zahlreiche wertvolle Grabbeigaben, von denen eine goldene Scheibenfibel, in Gestalt eines Vierpasses besetzt mit Silbernieten und Almandinen, besonders hervorzuheben ist. Aufgrund des kostbaren Kleids der Bestatteten, von dem sich Teile der goldbestickten Borten [Brokat] erhalten haben, hat die Bestattete einer Dame am byzantinischen Hof geähnelt, wie man sie von den Mosaikbildern Ravennas her kennt. Es ist auch nicht auszuschließen, dass es sich bei der Bestatteten um eine adlige Hofdame bzw. Prinzessin von byzantinischen Hof gehandelt hat. Auch eine Flechtkette aus Golddraht, an der eine eingefasste langobardische Goldmünze hing, und die Amethystperlen einer zweiten Halskette verraten die oberitalienische Herkunft der Bestatteten. Es wird vermutet, dass es sich um eine adelige Langobardin aus Oberitalien gehandelt hat, welche aus noch unbekannten Gründen ins alemannische Burgheim gekommen ist. Die Halskette gibt weitere Indizien zur italienischen Herkunft. Die Bestattete trug eine langobardische Goldmünze (Triens), als Anhänger gefasst, geprägt zwischen 584 und 615 n. Chr. (siehe Bild 1). Die Vorderseite stellt die Büste des Kaisers Mauritius Tiberius (582–602 n. Chr.) mit Diadem dar, die Rückseite zeigt eine nach links schauende Viktoria mit ausgebreiteten Flügeln (Museum für Ur- und Frühgeschichte Freiburg).
Bild 2 zeigt Gegenstände aus dem Grab Nr. 19, das sich außerhalb der Kirche an der südlichen Kirchenmauer befand. Mit 1 ist eine silberne Scheibenfibel mit eingepressten Kreuzzeichen, mit 2 bezeichnet sind bronzene Schnallen und Riemenzungen mit Silberblecheinlagen, die zu einer Schuhgarnitur gehörten.
Bild 3 zeigt Gegenstände aus dem achsensymmetrisch zu Grab Nr. 10 aufgestellten Grab Nr. 1. Dieses Grab wurde zwar gestört, aber es fanden sich dort noch Grabbeigaben, wie der mit 1 bezeichnete Kopf einer goldenen Gewandnadel, die mit Almandinen verziert ist, und der mit 2 bezeichnete Knochenkamm.

### Merowingischer Sarkophag
Ein bemerkenswerter Fund der Ausgrabungen ist ein Sarkophag merowingischer Machart burgundischer Herkunft. Reste an der Außenwand des Sarkophag lassen auf eine frühere offene Aufstellung schließen. Es wird die These vertreten, das es sich hier um den in der Westapsis aufgestellten Sarkophag des Stifters des Kirchenbaus von 1035 handelt.
Laut der Beschreibung bei der Ausstellung des Sarkophages im Museum Villa Jamm Lahr aus dem Jahre 2006 stammt der Sarkophag aus dem 7. Jahrhundert und wurde, wie damals üblich, für mehrere Bestattungen in verschiedenen Jahrhunderten genutzt. Es soll sich um den einzigen merowingischen Steinsarkophag handeln, der östlich des Oberrheins gefunden wurde.

## Orgel und Glocken

### Orgel
Auf der Empore im hinteren Teil der Kirche befindet sich die Orgel, die 1960 von der Manufaktur Orgelbau Friedrich Weigle geschaffen wurde. Ihre 16 Register verteilen sich auf zwei Manuale und Pedal. Das Instrument hat folgende Disposition:
| I Hauptwerk C–g3 |     |
| Rohrflöte        | 8′  |
| Prästant         | 4′  |
| Waldflöte        | 2′  |
| Mixtur 5 fach    | 2′  |
| Harfenregal      | 16′ |

| II Rückpositiv C–g3   |       |
| Musiziergedackt       | 8′    |
| Singend Nachthorn     | 4′    |
| Prinzipal             | 2′    |
| Sifflöte              | 1 ⁄3′ |
| Terzian-Scharf 3 fach | 2⁄3′  |
| Krummhorn             | 8′    |
| :Tremulant            |       |

| Pedal C–f1 |               |
| Subbass    | 16′           |
| Gemshorn   | 8′            |
| Rohrpommer | 4′            |
| Trompete   | 8′ reserviert |
| Schalmey   | 4′ reserviert |

- Koppeln: II/I, I/P, II/P

### Glocken
Im Kirchturm hängen drei Glocken aus Bronze, zwei aus der Barockzeit und eine neuere, mit folgenden Daten:
| Glocke | Gießer                       | Gussjahr | Gewicht   | Durchmesser | Schlagton |
| ------ | ---------------------------- | -------- | --------- | ----------- | --------- |
| 1      | Matthäus Edel, Straßburg     | 1718     | ≈ 720 kg0 | 1060 mm0    | fis′-6    |
| 2      | Gebrüder Bachert, Kochendorf | 1973     | ≈ 430 kg  | 890 mm      | a′+4      |
| 3      | Matthäus Edel III, Straßburg | 1788     | ≈ 135 kg  | 605 mm      | d″+7      |

## Ausstellung
Lahr-Burgheim, 50 Jahre Kirchen Archäologie, 1. Oktober – 30. Dezember 2006 im Museum Villa Jamm, Lahr

### Spezielle Literatur
- Niklot Krohn, Gabriele Bohnert: Lahr-Burgheim. 50 Jahre Kirchenarchäologie. BAG-Verlag, Remshalden 2006, ISBN 3-935383-94-0.
- Niklot Krohn: Kirchenbauten und Kirchengräber der frühmittelalterlichen Alamannia als archäologische Zeugnisse nobilitärer Lebensweise und christlicher Institutionalisierung: Lahr-Burgheim, St. Peter – Dürbheim, „Häuaslesrain“ – Kichrdorf, St. Martin. unveröff. Dissertation Freiburg 2004.
- Steffi Karius-Berg: Ein merowingerzeitliches Grab in der Kirche St. Peter von Lahr-Burgheim. In: Jahrbuch Geroldeckerland, Bd. 29, 1987, S. 65 ff. Ortenaukreis (Hrsg.), Verlag Ernst Kaufmann, Lahr.
- Pfarrer Bernhard Würfel und dem Ältestenkreis der II. Stiftspfarrei (Hrsg.): 1035–1985 950 Jahre Burgheimer Kirche „St. Peter“. Ernst Kaufmann, Lahr, 1985
- G. Fingerlin: Merowingerzeitliche Adelsgräber in der Peterskirche von Lahr-Burgheim. In: Archäologische Nachrichten aus Baden, Heft 35, 1985, S. 23–35.
- E. Bader: Spätgotische Grabplatten in der Burgheimer Kirche. In: Die Ortenau, Bd. 34, 1954, S. 38–43.
- M. Eimer: Der Burgheimer Kirchturm als baugeschichtliches Muster. In: Die Ortenau, Bd. 26, 1939, S. 105–108.
- G. Binder: Der advocatus de Lare und sein Grabmal an der Burgheimer Kirche. In: Die Ortenau Bd. 18, 1931, S. 145–148.
- G. Binder: Die Inschriften der Burgheimer Kirche. In: Die Ortenau, Bd. 12, 1925, S. 151–155.
- K. Christ: Datierte Inschriften von Burgheim bei Lahr. In: Die Ortenau, Bd. 11, 1924, S. 74.

### Allgemeine Literatur
- Kurt Klein: Land um Rhein und Schwarzwald. Die Ortenau in Geschichte und Gegenwart, Morstadt, Kehl 1980, ISBN 3-88571-011-0
- Dieter Kauß: Daheim im Ortenaukreis. Stadler, Konstanz 1989, ISBN 3-7977-0165-9